# 约阿希姆·派佩尔
約阿希姆·派佩尔（德語：Joachim Peiper，1915年1月30日—1976年7月13日）是一名德國黨衛軍軍官和戰犯，因在馬爾梅迪屠殺美國陸軍戰俘而被定罪。在第二次世界大戰期間，佩佩爾擔任黨衛軍領導人海因里希·希姆萊的私人副官，並擔任武裝黨衛軍的坦克指揮官。德國歷史學家詹斯·韋斯特邁爾寫道，佩佩爾是納粹意識形態的化身，據稱是一位冷酷無情的指揮官，他對佩佩爾戰鬥群的戰鬥傷亡漠不關心，並鼓勵、期望和容忍他的武裝黨衛軍士兵犯下戰爭罪行。
身為希姆萊的副官，佩佩爾親眼目睹了黨衛軍在東歐對猶太人實施種族清洗和種族滅絕的大屠殺；他在戰後時期混淆和否認的事實。作為一名坦克指揮官，派佩尔在東線和西線的黨衛軍第一阿道夫·希特勒警衛旗隊裝甲師（LSSAH）服役，首先擔任營長，然後擔任團長。佩佩爾參加了第三次哈爾科夫戰役和突出部戰役，在這場戰鬥中，他的同名戰鬥群——佩佩爾戰鬥群——因對平民和戰俘犯下戰爭罪而臭名昭著。
在馬爾梅迪大屠殺審判中，美國軍事法庭認定派珀對馬爾梅迪大屠殺（1944年）負有指揮責任，並判處他死刑，後來改判為無期徒刑，隨後判處35年監禁。在義大利，派佩尔被指控犯對博韦斯大屠殺（1943年）負責；由於缺乏派佩尔下令即決殺害義大利平民的戰爭罪證據，調查結束。
出獄後，派佩尔曾在保時捷和大眾汽車公司工作，後來移居法國，在那裡擔任自由翻譯。在整個戰後生活中，派珀在以右翼組織前武裝黨衛隊成員互助協會（HIAG）為中心的前黨衛軍成員社交網絡中非常活躍。1976年，派佩爾在法國被反納粹分子謀殺。

## 生平

### 家庭與早年
约阿希姆·派佩尔1915年1月30日出生于德国柏林市的一个中产阶级家庭，有兩個哥哥：漢斯-哈索（Hans-Hasso）與霍爾斯特（Horst），是三兄弟中最小的。派佩尔家族起源在西里西亚，最早在1550年出现，起初姓氏的拼法为PEYPER，並且有自己的盾徽标志。他的父亲沃尔德马·派佩尔（Woldemar Peiper）也是軍人，第一次世界大戰時在北非服役过，官拜上尉，母親夏洛特·派佩尔（Charlotte Peiper）則為柏林房產建築商的女兒。。

### 第二次世界大战
派佩爾隸屬第一阿道夫·希特勒警衛旗隊師。從1938到1941年間，派佩爾在黨衛軍總部擔任親衛隊全國領袖海因里希·希姆萊的副官，1940年在法國戰場初試啼聲，後又回任希姆萊的第一副官，直到1941年10月離開。他的妻子西古爾德·派佩爾（Sigurd Peiper，本姓）是希姆莱的秘书，她比派佩尔大兩歲半，兩人於1939年6月結婚，育有二女一子。
他经历过法國、蘇聯、義大利、诺曼底、阿登等等许多主要欧洲战场。1942年獲頒騎士鐵十字勳章，1943年獲頒橡葉騎士十字勳章。1944年12月，派佩爾在突出部之役中指挥派佩尔战斗团（德語：Kampfgruppe Peiper）作为第6裝甲軍團先头部队之一。不过最后因为缺乏燃料、派佩尔被迫抛弃了所有装甲车，率領殘部徒步走回了自己的战线。阿登戰役後派佩爾獲頒橡葉雙劍騎士十字勳章，成为納粹德國最年輕的旗隊领袖（SS-Standartenführer）。當時他只有29歲。
1945年初，派佩爾戰鬥群在匈牙利參與了南風行動（1945年2月17日至24日）和春季覺醒行動（1945年3月6日至15日），在這些戰鬥中，儘管殺死了許多敵方士兵，但派佩爾激進的指揮風格付出了代價受傷和死亡的黨衛軍士兵數量超出了贏得戰鬥所需的數量。1945年5月1日，當黨衛軍阿道夫·希特勒警衛旗隊被迫進入奧地利時，派佩爾的部下在前一天得知了元首的死訊。5月8日，德國最高統帥部命令黨衛軍阿道夫·希特勒警衛旗隊師的部隊向恩斯河對岸的美國陸軍投降。

### 被捕
派佩爾上校無視最高統帥部的投降命令，長途跋涉返回德國，但於1945年5月22日被美軍抓獲。1945年6月下旬，美國陸軍戰爭罪調查人員開始對1944年12月17日武裝黨衛隊實施的馬爾梅迪大屠殺進行法醫調查。在突出部戰役期間犯下的戰爭罪行被歸咎於派佩爾戰鬥群，因此美國陸軍在戰俘營中搜查分配給派佩爾指揮的武裝黨衛隊士兵。此外，身為戰鬥群指揮官，派佩爾在美國陸軍從四百萬戰俘中追捕的戰犯名單中名列前茅。1945年8月21日，武裝黨衛隊旗隊領袖派佩爾被發現並被確認為在比利時馬爾梅迪市附近的農田裡屠殺84名美國士兵的戰爭罪嫌疑人。
1945年7月，在聯合情報組和軍事情報官員的審訊中，派佩爾透露了他對納粹主義的信念；當軍隊審訊者詢問他對波蘭人和猶太人的困境的看法時，派佩爾激動地回答說：「所有猶太人都是壞人，所有波蘭人都是壞人。我們剛剛淨化了我們的社會，把這些人轉移到集中營，你卻釋放了他們！”此外，身為武裝黨衛軍軍官，派佩爾也向陸軍審訊人員哀嘆，美國政府拒絕將武裝黨衛軍併入美國陸軍，以「準備與俄羅斯人作戰」以保衛西方文明，這是錯誤的。

### 馬爾默迪審判

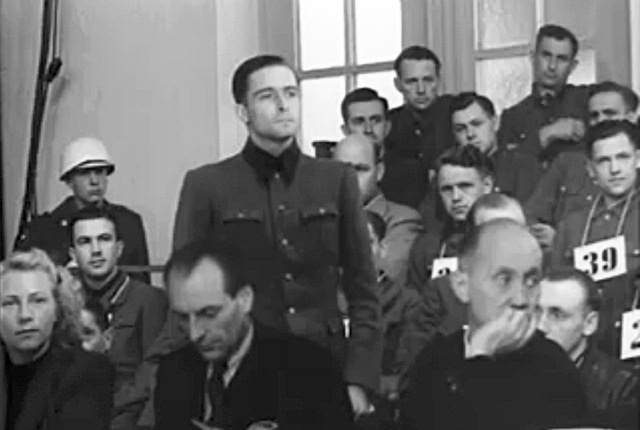
馬爾默迪審判中的派佩尔

1944年12月17日，派佩尔战斗团的属下在比利時的马尔默迪枪杀了大约80名美军步兵戰俘。1946年7月，派佩爾連同其他42名被告，被美军军事法庭在達豪判处絞刑。但由於美軍為取得戰俘自白書所採用的審訊手段有明顯不當，同時並沒有明確的證據指稱派佩爾下令殺俘，馬爾美迪審判的結果開始受到質疑。
派佩尔在德國南部的莱希河畔兰茨贝格的蘭茨貝格監獄里度過11年，最初的4年7個月他等待著被執行绞刑。1948年起，針對馬美迪慘案審判瑕疵的問題，本案開始進行審判程序問題的複審，1951年1月在美國德國輿論的激烈爭論中，派佩爾作為最後一個被撤銷死刑判決的被告，得以改判終身監禁。

### 獲釋後
1956年底派佩尔終於獲得假釋，他在西德斯圖加特從事汽車業的工作。由於戰犯的名聲和前黨衛軍的身份，派佩爾歷經了兩次不愉快的工作轉換，又被控告一宗在義大利博韦斯（Boves）的戰爭犯罪。最後斯圖加特法院判決派佩爾不起訴，該案撤銷。

### 法國被殺
1972年起，他和妻子西居爾·派佩尔在法国上索恩省小鎮特拉沃退休定居，從事書籍翻譯的工作。他后来试图与其他原武装党卫军军官从事恢复武装党卫军名誉的工作，他说：“我认为要想在我们活着的时候恢复名誉是不现实的，但是应该动手收集材料”。派珀以萊納·布希曼（德語：Rainer Buschmann）為筆名，為德國出版商斯圖加特摩托書籍出版社（德語：Stuttgarter MotorBuch Verlag）擔任一名自僱的英譯德翻譯，翻譯軍事歷史書籍。儘管他的傳記和工作都是化名的，但他們以他真實的德國名字“約阿希姆·佩佩爾”生活，並很快引起了反法西斯者的注意。
1974年，法國抵抗運動的一名成員認出了派佩尔，並向法國共產黨報告了他在法國本土的存在。1976年，法國共產黨歷史學家在蓋世太保檔案中搜尋了黨衛軍高級衝鋒隊隊長約阿希姆·派佩尔的人事檔案，以確定他的下落。1976年6月21日，反納粹政治活動人士向特拉夫斯社區分發訊息傳單，告知他們派佩尔是居住在他們中間的納粹戰犯。1976年6月22日，《人道报》上的一篇文章證實派佩爾住在該村。
派佩尔的納粹身份和在法國的存在的確認吸引了記者，派佩尔欣然接受了採訪，他在採訪中聲稱，由於他在戰爭中的角色，他是共產黨騷擾的受害者。在訪談中派佩尔表示，「我已經付出了代價」（法語：J'ai payé）他不是一個無辜的人，但是已經為自己的戰爭罪行（指馬爾梅迪大屠殺）付出了12年監禁的代價。他說，他並沒有參與先前義大利博韦斯屠殺的戰爭罪行（在其中親衛隊第1師的成員殺死了23名義大利平民）。他還說：“在1940年，法國人並不勇敢，這就是我來這裡的原因。”這些侮辱性言論激怒了媒體和居民，隨后有人发出了死亡威胁。
1976年7月14日，也即法国国庆日，派佩尔在居住的乡镇遭到法国左翼团体的袭击身亡，行兇者至今仍不明。當日夜间，派佩尔的住處发生了交火，派佩尔显然开了几枪。他的房子被蓄意縱火。在废墟中发现了派佩尔烧焦的尸体。该罪行从未侦破，“抵抗驱逐行动委员会”声称对此负责。但一般認為可能是前法國抵抗運動成員或共產黨員。當時他正開始寫馬爾默迪慘案的書。派佩爾的屍體被運回國，最後安葬在位於巴伐利亞阿默湖畔舍恩多夫的家族墓園中。

## 影像作品

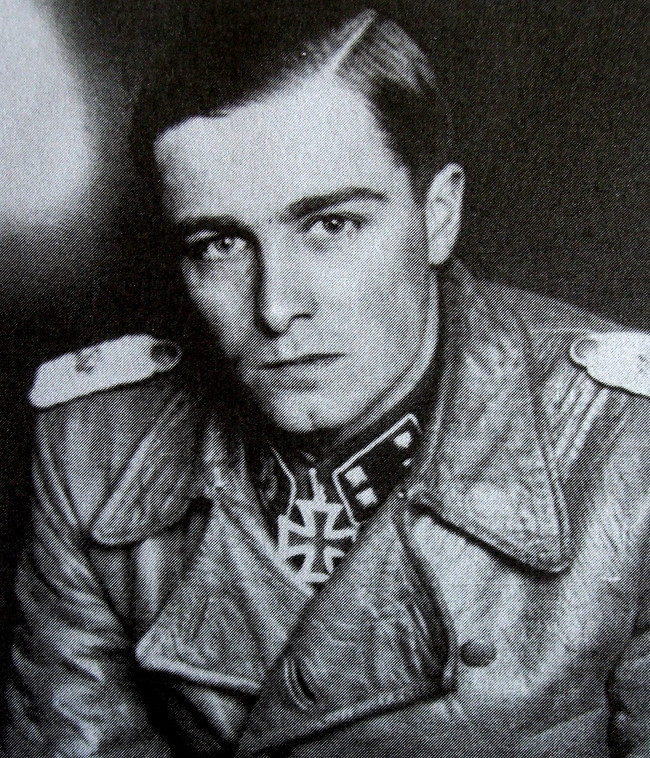
派佩尔的肖像，1940年1月2日

美國1966年以突出部之役為背景拍攝的電影——坦克大決戰（Battle of the Bulge）中，由勞勃·蕭飾演的德軍裝甲部隊指揮官海斯勒上校，普遍認為是以派佩尔為藍本創作的。
日本軍事漫畫家小林源文的作品「炎之騎士」，亦是以派佩爾的二戰生涯為主題的戰記漫畫。
由於黨衛軍刻意將之塑造為英雄人物，二戰時期的派佩爾有大量的宣傳照傳世；除此之外，戰後派佩爾接受盟軍審判的影音記錄亦有保存。